# Běleč (okres Kladno)
Běleč (Duits: Bieletsch - 1939-1945: Bleichen) is een Tsjechische gemeente in de regio Midden-Bohemen en maakt deel uit van het district Kladno. Het dorp ligt op 23 km afstand van de stad Kladno en 12 km van Praag.
Běleč telt 303 inwoners.

## Geschiedenis
De eerste schriftelijke vermelding van het dorp dateert van 1352.
In 1869 en van 1 januari 1980 tot 23 november 1990 maakte het dorp deel uit van de gemeente Bratronice. Sinds 24 november 1990 is Běleč een zelfstandige gemeente binnen het Kladnodistrict.

## Verkeer en vervoer

### Autowegen
De weg II/201 loopt door de gemeente en verbindt Běleč met Křivoklát, Zbečno, Unhošť en Jeneč.

### Spoorlijnen
Er is geen station in de gemeente. Het dichtstbijzijnde station is Zbečno, op 6 km afstand van het dorp. Dat station is gelegen aan spoorlijn 174 Beroun - Rakovník.

### Buslijnen
Lijn 555 van vervoerder ČSAD MHD Kladno halteert in het dorp en verbindt Běleč met Kladno enerzijds en Zbečno anderzijds (15 keer per dag).

## Bezienswaardigheden
- Jinčov, een kasteelruïne 1,5 km ten zuidwesten van het dorpscentrum aan de rand van het Nationaal Natuurreservaat Vůznice;
- Kerk van Sint-Nikolaas.

## Geboren in
- Antonín Kammel (1730-1784), violist en componist;
- Karel Vosyka (1847-1897), hoogleraar aan de Tsjechische Technische Universiteit en teves rector van 1895 tot 1896.

## Galerij

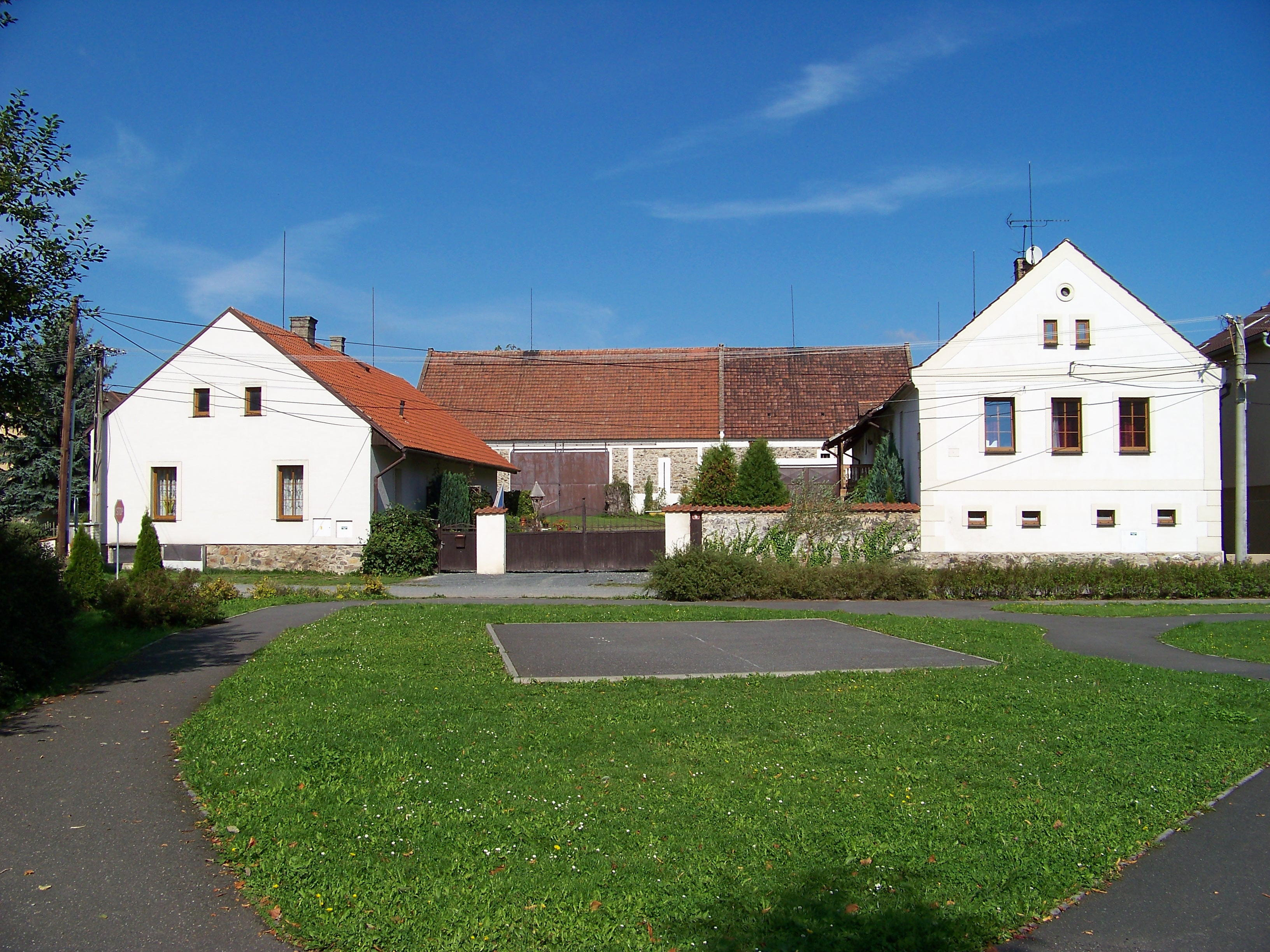
Huizen in Běleč (1)
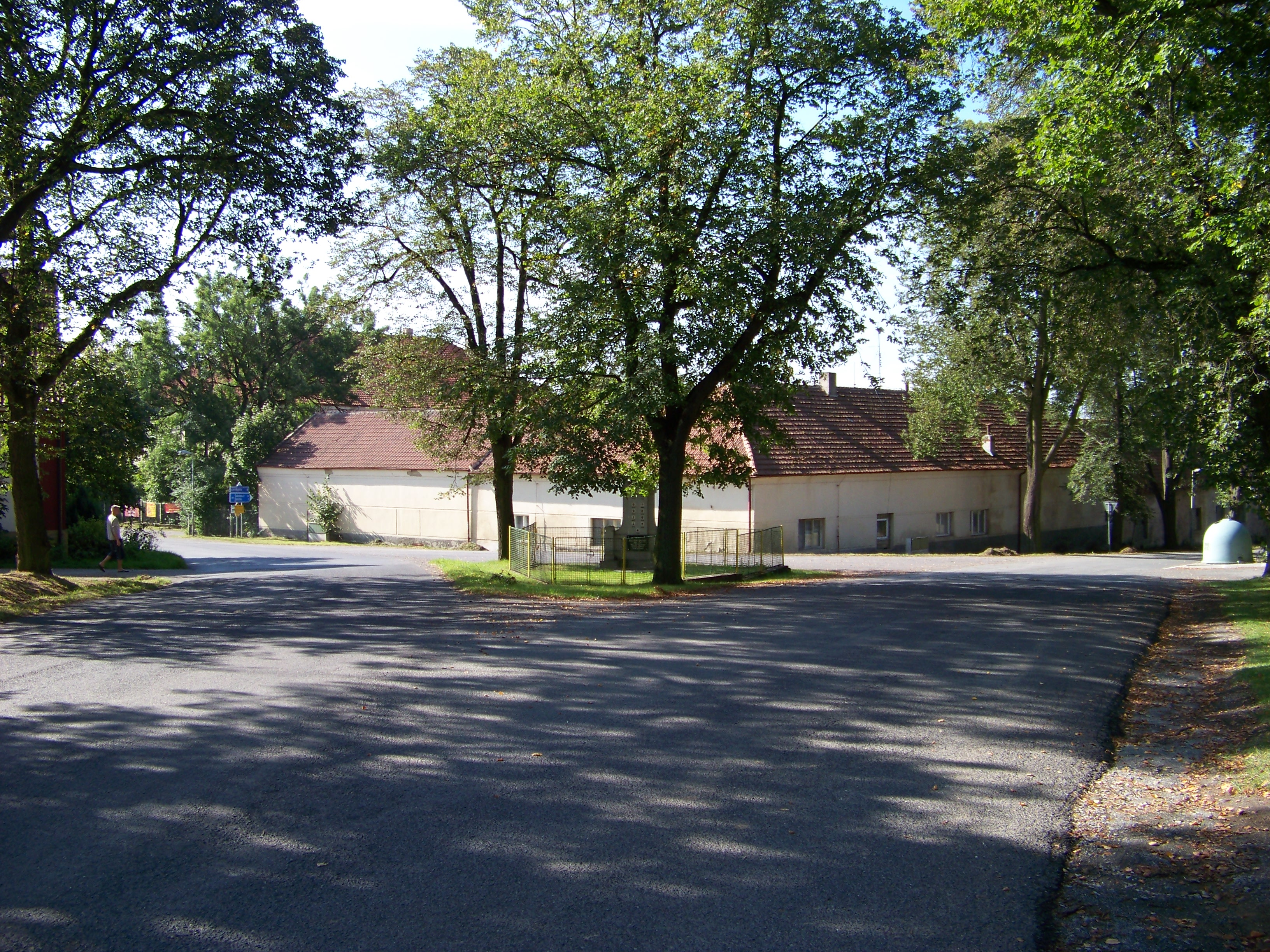
Huizen in Běleč (2)
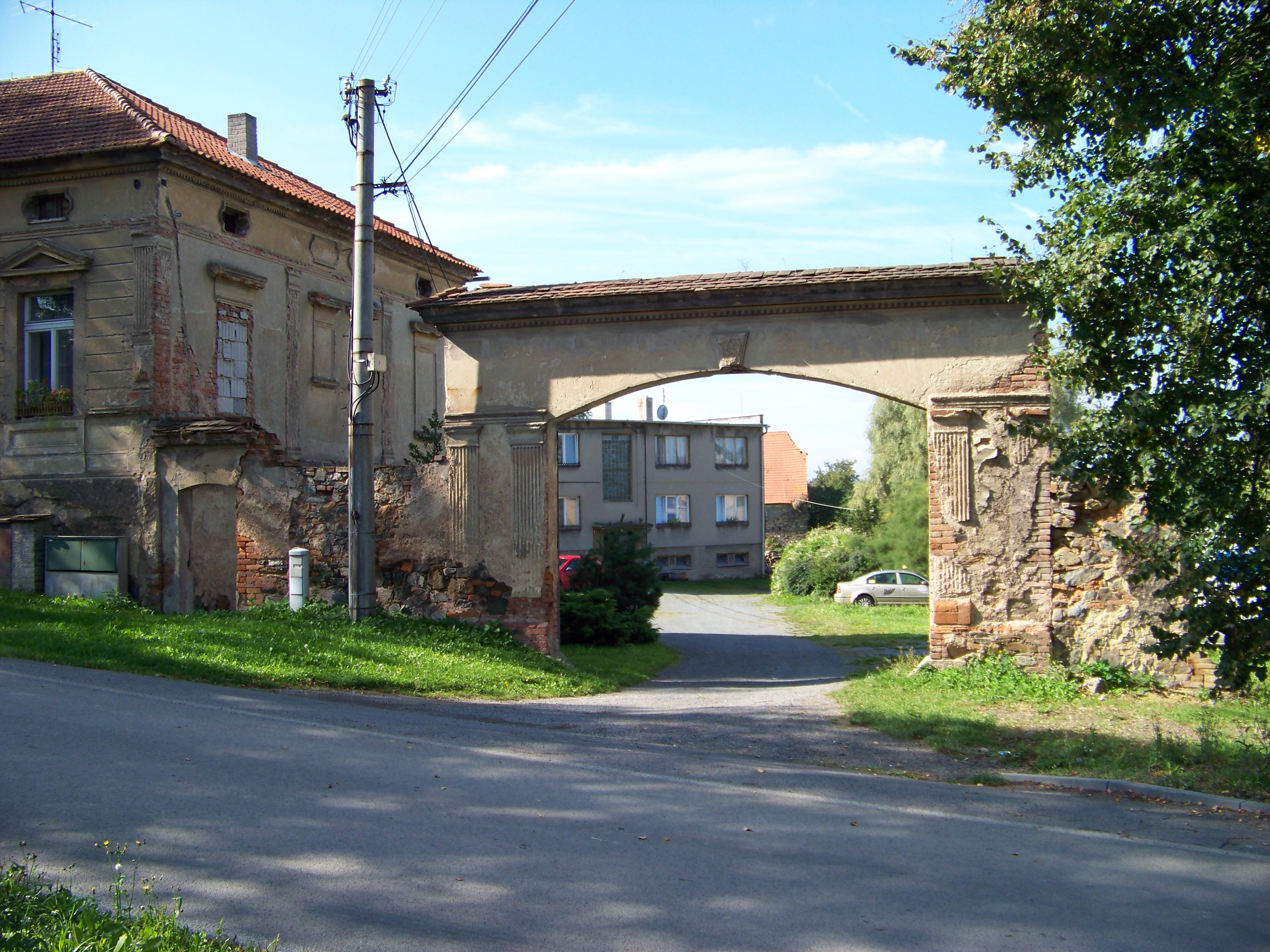
Poort bij huis in Běleč
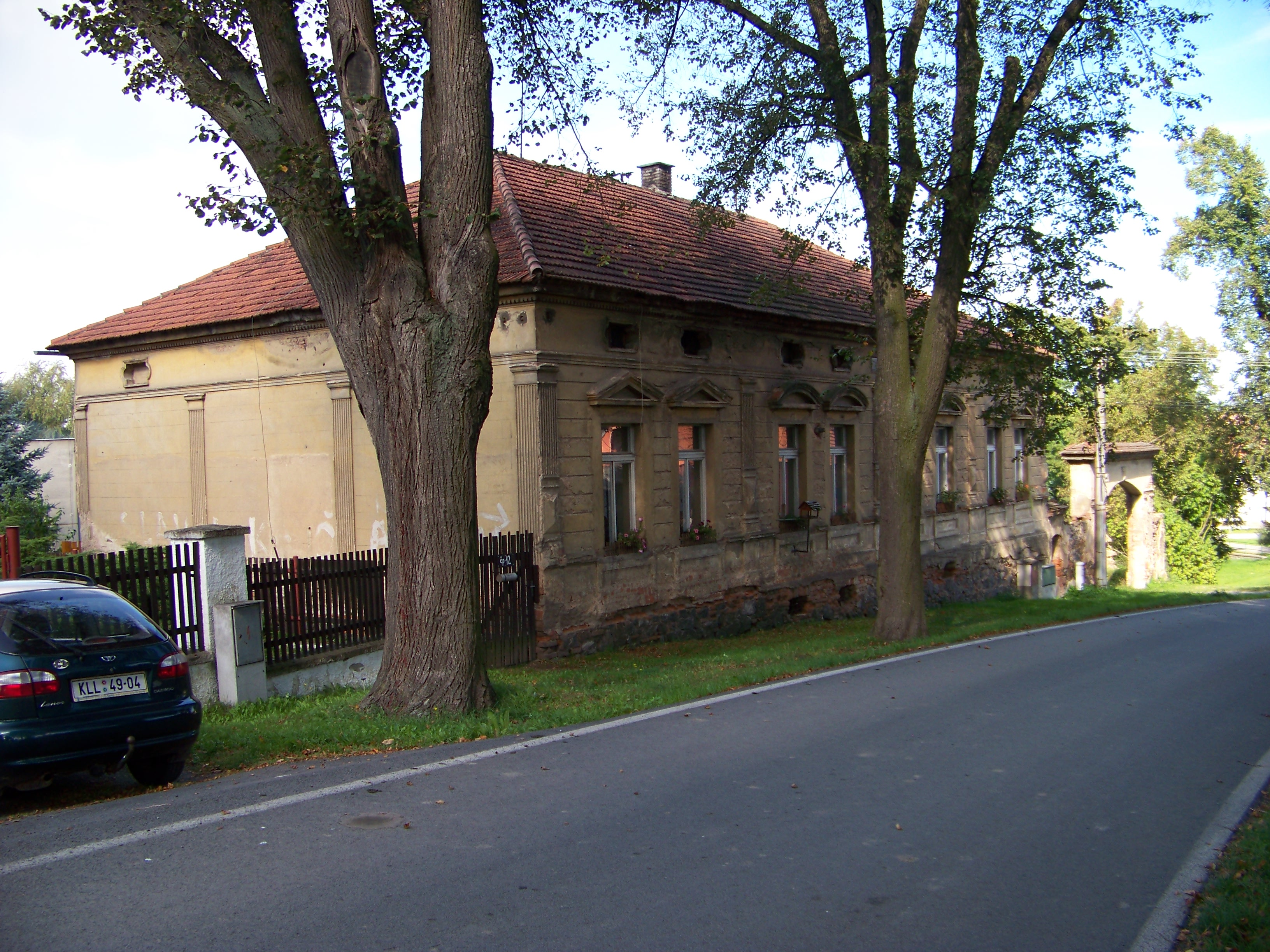
Huis in Běleč
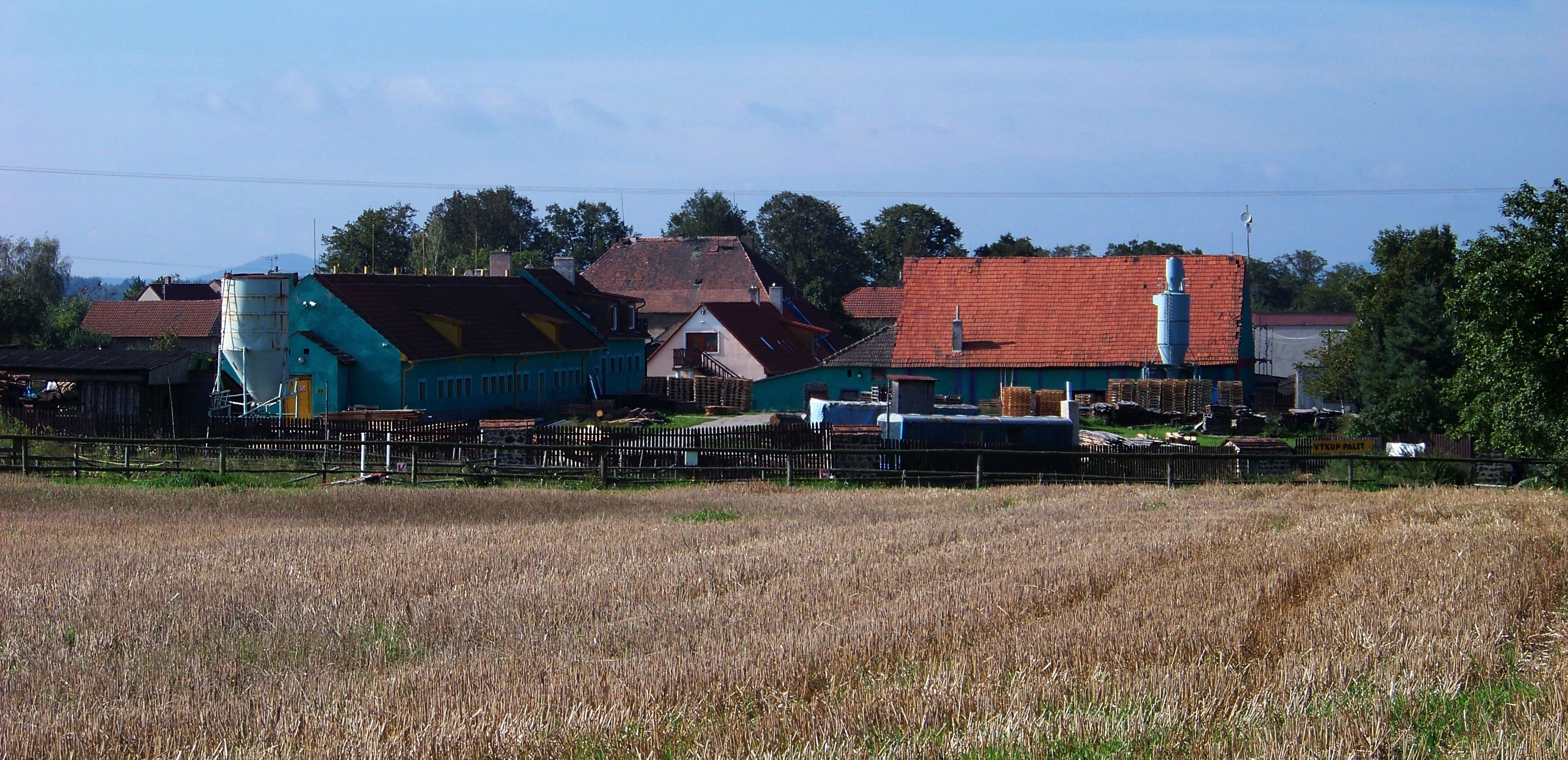
Boerderij in Běleč